# Kamil Sopko
Akad. mal. Kamil Sopko (* 10. července 1940 Rožňava – 18. srpna 2025) byl malíř, sochař a pedagog, který působil v Chomutově.

## Život a dílo
Výtvarnou tvorbou se začal zabývat už v dětských letech. Po ukončení gymnázia ho v roce 1960 přijali na Slovenskou vysokou školu technickou v Bratislavě, kde studoval architekturu u profesora Jana Evangelisty Kouly. Roku 1963 začal studovat na Vysoké škole výtvarných umění v Bratislavě, kde se učil krajinářskou a figurativní malbu u profesora Jána Želibského a profesora Dezidera Milllyho. Jeho styl začal nabírat nové, expresivnější rozměry. Želibský jej zasvětil do myšlenky o barevném vyzařování každého člověka, což bylo blízké vlastnímu Sopkově cítění. Říkal pak: „Vše je záření, hmota je jen jeho nejpomalejší projev“.
V roce 1966 pokračoval ve svém studiu na Akademii výtvarných umění v Praze v ateliéru Arnošta Paderlíka. Ten ocenil Sopkovu stylizaci do plochy a spirituální podtext mnohých jeho děl.

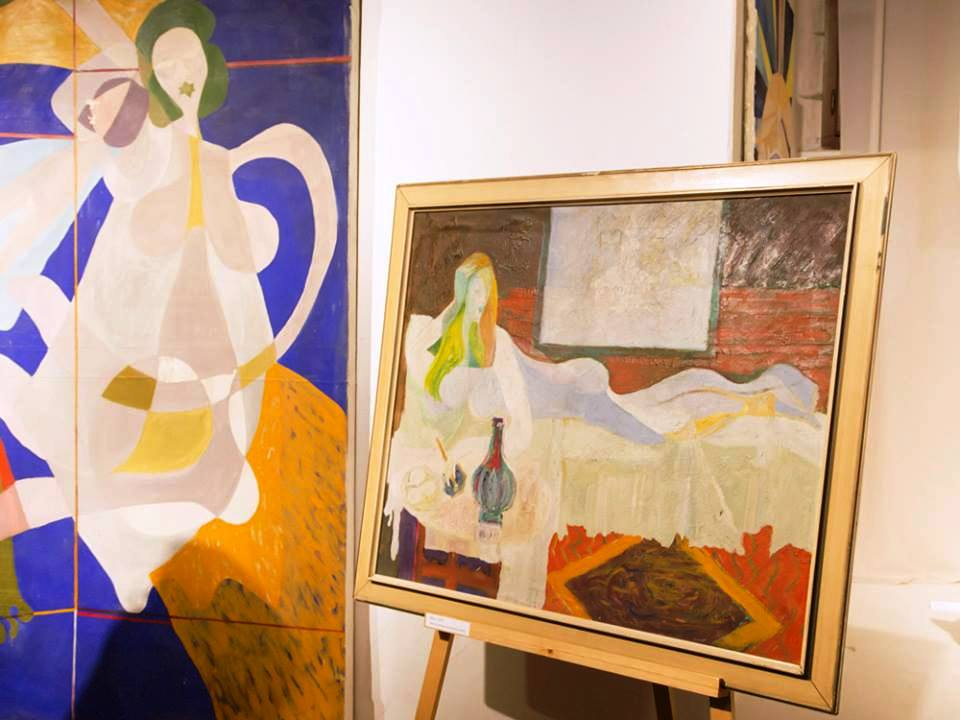
Z malířské tvorby

Velkou inspirací byl zpočátku Sopkovi kubismus. Během studií ho ovlivnil také expresionismus a op-art. V kubismu a především op-artu nalézal Sopko výrazový prostředek k principu prolínání linií a tvarů, k němuž stále více směřoval. Nakonec kolem roku 1970 došel až ke strukturální nové figuraci. Jeho umělecké cítění nejvíce souznělo s tematikou existenciálně ohroženého člověka ve zkomercionalizovaném a nesvobodném prostředí.
Na akademii si doplnil i pedagogickou specializaci. Po ukončení studií nastoupil jako středoškolský profesor na gymnáziu v Chomutově, kde vyučoval výtvarnou a hudební výchovu. Souběžně vyučoval i na Základní umělecké škole v Chomutově, kde se později stal zástupcem ředitele. Aktivně provozoval hudbu, hrál na kytaru, kontrabas a bicí, zejména dixieland, jazz a rock. Přednášel o estetice na středních školách a učilištích, vedl semináře a výtvarné kurzy v kulturních zařízeních zejména v Chomutově, i v Ústí nad Labem.
V jeho díle se začala objevovat skrytá symbolika, která ve spojení s již dřívějším principem prolínání a překrývání odkazovala ke spirituálním či náboženským významům. Typická začala být i více či méně silná stylizace postav a ostatních zobrazovaných prvků, častá byla snaha o estetizování tvaru lidské postavy. Právě tradiční kánony krásy, tvaru, rytmu či řádu byly vždy podle něj nezbytné pro skutečné umělecké uchopení našeho světa.

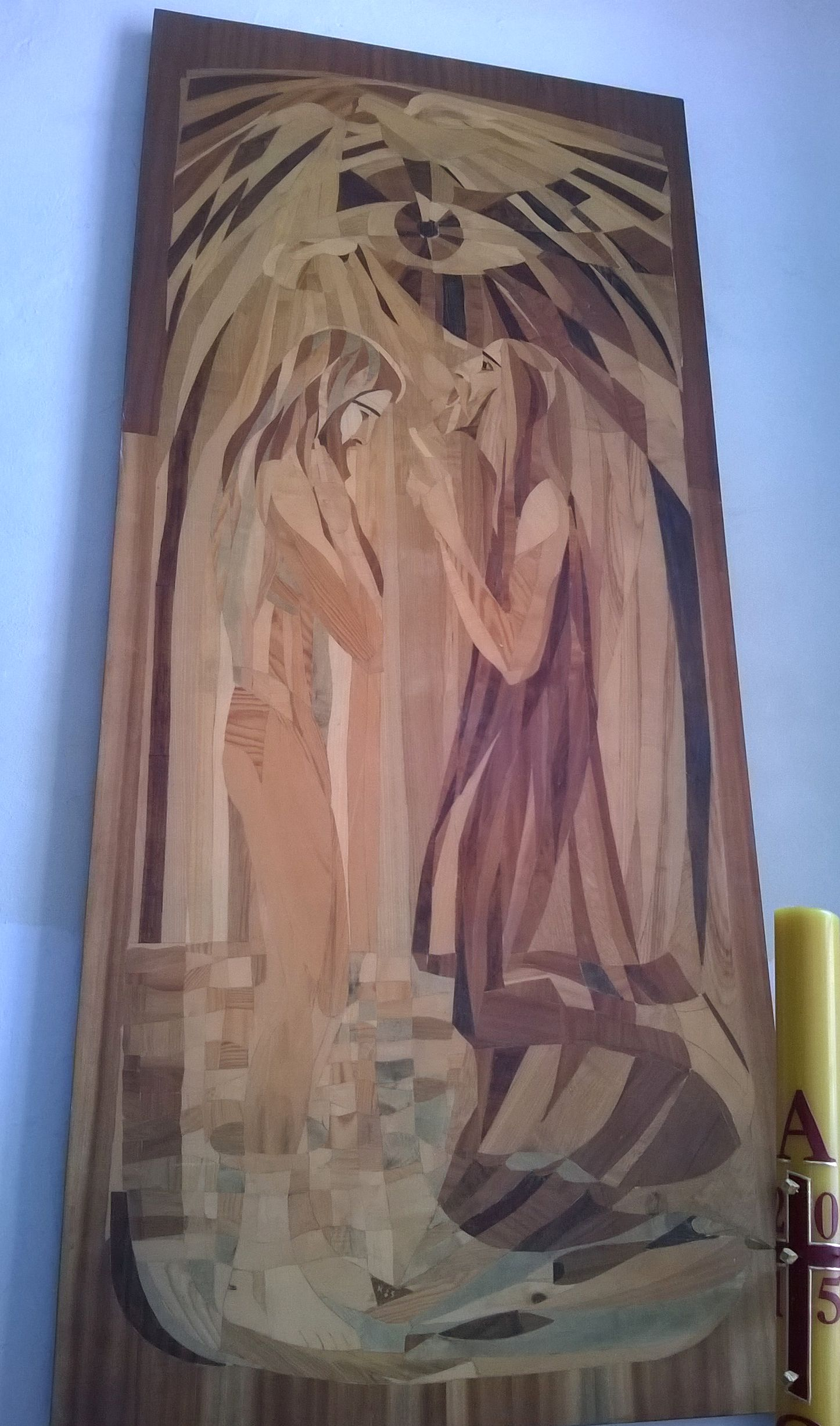
Intarzie Křest Krista

Nejvlastnější projev Sopkovi činnosti je v monumentální tvorbě. V roce 1974 realizoval výzdobu lékárny U lva na Palackého ulici v Chomutově (registrováno v mezinárodním architektonickém časopise). Následoval Vodní princip ve vestibulu chomutovské vodárny a výzdoba svatební síně v Meziboří. Jeho specialitou se staly velkoplošné intarzie. Vytvořil Křest Krista pro kostel Nanebevzetí Panny Marie v Chomutově. V roce 1997 byla dokončena svým rozměrem největší intarzie (5 × 3,2 m) s názvem Kosmos umístěná v 1. ZŠ v Jirkově. Interiér lékárny v Kadani doplnil kompozicí Skleněný svět, který byl proveden broušením a sekáním skla. Plastické projevy začal měděným reliéfem Lva a hliníkovým reliéfem Farmacie pro lékárny. V roce 1974 realizoval velkou plastiku k roku rodiny Tatínek a maminka, která je vytvořena neobvyklou lepenou technikou. Má tvar velké dětské prolézačky v podobě dvou naproti sobě ležících stylizovaných postav, a je umístěna v Podkrušnohorském zooparku.
V roce 1977 přišel Sopko o většinu vytvořených obrazů v důsledku požáru, který zachvátil střechu jeho domu. Další nešťastnou událostí, která jej výrazně ovlivnila i ve tvorbě, bylo tragické úmrtí jeho ženy v roce 1982. Nemohl poté několik let malovat, až se začal věnovat grafice. Zajímal ho linoryt, lept, litografie, dřevoryt a mědiryt. V grafické tvorbě se výrazně projevoval jeden z jeho zájmů a to sice vztahy mezi mužem a ženou, vztahy v rodině a mezi lidmi ve společnosti. Vytvořil několik cyklů (Hudba, Osobnosti, Úvahy o životě a ilustrace k Novému zákonu), různé ilustrace a návrhy na knižní obálky. Toto smutné období překonal až kolem roku 1987, kdy začal malovat poeticky působící obrazy s použitím rastru a transparentních pastelových barev. Ani z těchto děl se neztratila symbolika a vyjadřování hlubokých duchovních úvah. Mnoho let se zajímal o typologii a astrologii, své poznatky uplatnil v roce 1984 v cyklu přednášek, publikoval v celostátním časopise Spirit.
Devadesátá léta 20. století byla především ve znamení pedagogické činnosti a sochařské tvorby. Svou účastí podpořil zakládání tradice sochařských sympózií ve Vejprtech (1993, socha Přátelství) a Kadani (1995, socha Jazz). Na konci devadesátých let dostal Sopko významnou městskou zakázku na cyklus soch pro Školní ulici v Chomutově. Jako první v roce 1998 zhotovil pískovcový pomník T. G. Masaryka, který je umístěn před budovou Základní umělecké školy, stejně jako Houslistka z roku 2001. Památník F. J. Gerstnera (2002) byl instalován u Střední průmyslové školy. Jako poslední z cyklu vytesal pískovcovou sochu Pedagogika, která je umístěna před budovou základní školy. Celkovým smyslem souboru soch ve Školní ulici byla myšlenka, že všeobecné, umělecké i technické vzdělání je třeba propojit s hledáním duchovních hodnot. Velmi působivý je pískovcový reliéf Teplo z let 1999–2000 vytesaný pro fasádu soukromého domu v Chomutově. Poslední sochařskou realizací je socha Pallas Athény (2014) umístěná před budovou gymnázia v Chomutově.
Významným publicistickým počinem konce devadesátých let byla Encyklopedie výtvarníků Chomutovska, kterou pravidelně publikoval na stránkách týdeníku Nástup. Zde také později vycházely články s nadtitulem Trampoty mecenáše umění, které psal s manželkou Danou.
Významné místo v jeho životě zaujímá pedagogická práce, kdy od roku 1993 vede Malířské společenství, volné sdružení amatérských výtvarníků, a i po odchodu do důchodu soukromě vyučuje zájemce o výtvarné umění, kterým předává své zkušenosti a probouzí v nich zájem o krásu a harmonii.